# 劇場版 NARUTO -ナルト- 疾風伝 ザ・ロストタワー
『劇場版 NARUTO -ナルト- 疾風伝 ザ・ロストタワー』（げきじょうばん ナルト しっぷうでん ザ・ロストタワー）は、2010年7月31日に公開の日本のアニメ映画。漫画『NARUTO -ナルト-』を原作としたテレビアニメの劇場版。監督は前作に引き続きむらた雅彦。アニメ第2期の劇場版としては、これが第4作目である。キャッチコピーは「その野望を打ち砕け!」。興行収入10.3億円。

## 概要
劇場版『NARUTO -ナルト-』としては第7作目、アニメ第2期『NARUTO -ナルト- 疾風伝』の劇場版としては第4作目にあたる。今回の映画のテーマは「親子の絆」、原作でもミナトの話が登場したタイミングであったこともあり、本編とはまた違ったナルトとミナトの絆が描かれる。
映画公開を記念して、2010年7月29日には1時間スペシャル『NARUTO -ナルト- 疾風伝スペシャル 大冒険! 四代目の遺産を探せ』も放送された。また、7月30日の『ピラメキーノ』の「キャラ－1GP」で、ナルト（着ぐるみ）がピラメキパンダと対戦し、場外負けで敗北している。
全国264スクリーンで公開され、2010年7月31日,8月1日初日2日間で、動員は16万5,015人、興収は1億7,270万円になり映画観客動員ランキング（興行通信社調べ）で初登場第7位となった。また、ぴあ初日満足度ランキング（ぴあ映画生活調べ）では第2位になるなど、子供だけでなく10、20代の女性からも子供向けとは思えないほど内容が深く考えさせられると好評を得ている。

## ストーリー
抜け忍ムカデを追っていたナルト達。ある廃墟で追い詰められたムカデは、かつて四代目火影が施した封印を解き、龍脈を活発化させる。その影響で過去にタイムスリップしたナルトは、当時の父・ミナトや少年時代のカカシと共に、歴史改変及び世界征服を企むムカデの野望に立ち向かう。

## 登場人物

### メインキャラクター
- うずまきナルト（声 - 竹内順子）
- 春野サクラ（声 - 中村千絵）
- ヤマト（声 - 小山力也）
- サイ（声 - 日野聡）
- 五代目火影・綱手（声 - 勝生真沙子）
- 波風ミナト（声 - 森川智之）
- 幼少のカカシ（声 - 田村睦心）
- 秋道チョウザ（声 - 福田信昭）
- 油女シビ（声 - 浜田賢二）
- 幼少のアスマ（声 - 瀧本富士子）
- 自来也（声 - 大塚芳忠）
- シズネ（声 - 根本圭子）
- 幼少のガイ（声 - 牧口真幸）
- 三代目火影・猿飛ヒルゼン（声 - 柴田秀勝）

以上の人物についてはNARUTO -ナルト-の登場人物を参照。

### オリジナルキャラクター
サーラ
声 - 早見沙織
千の塔を誇る塔の街・楼蘭を守る若き女王。盛大なパレードなどで楼蘭の民から慕われているかのように見えたが、実際には楼蘭の真実を知らずアンロクザンの傀儡として利用されていたに過ぎず、アンロクザンからは「操りの姫君」と呼ばれていた。
セーラム
声 - 冬馬由美
サーラの母親。幼少期に女王陛下に即位していたが、アンロクザンが大臣になり、楼蘭が栄え出してから間もなく不慮の死を遂げる。実はアンロクザン（ムカデ）の本性を見抜いたため、彼に口封じとして殺害された。
ムカデ / アンロクザン
声 - 大友龍三郎
砂隠れの抜け忍で傀儡使い。痩せ細った体型をしていたが、6年ほど前の楼蘭にタイムスリップし、大臣になってからは太めの体型をしている。実は自身の体を頭部がムカデ本人の形をした虫型の傀儡にしており、龍脈のエネルギーで膨大なチャクラの砲撃を放ち、さらに体を壊されても直ぐに再生・強化する。
龍脈のエネルギーを利用しようとして封印の術式を取り込んだ結果、ナルトよりもさらに6年ほど前の楼蘭にタイムスリップし、アンロクザンと名を変え、大臣として女王を補佐する裏で、男手を集め過酷な労役に課し、地下工場で傀儡兵団を作らせていた。その後、龍脈を止めようとするサーラ、ナルトを始末するために傀儡の兵器で襲撃、傀儡としての正体を明かし、一度はナルトの螺旋丸を受けて壁にめり込み、シビの寄壊蟲の術で倒されたかに見えたが、傀儡兵を全て吸収することでより強大な傀儡体として復活、膨大な龍脈のエネルギーで体を強化、チャクラの砲撃を放ちながらナルト達を圧倒するが、ミナトの攻撃で傀儡体に潜む自身の場所をさらけ出されたうえサーラに龍脈のエネルギーを止められたことで体が再生出来なくなり、最後はナルトとミナトの合体技・太極螺旋丸により傀儡体もろとも体が大破、悪あがきとしてナルト達を道連れにしようと龍脈に落ち、それにより龍脈を暴走させたが、ミナトの封印術により失敗した。
その後、現代に戻ったナルトとヤマトはタイムスリップしている間の記憶を失ったため、ムカデは行方不明扱いとなった。
マサコ
声 - 小林優子
楼蘭の民である女性で、ナルトたちに力を貸す。
サライ
声 - 瀧本富士子
楼蘭の民である少年で、マサコと同様、ナルト達に協力する。

## 用語
楼蘭（ろうらん）
かつて風の国に存在した、千の高い塔を有する都市。砂漠地帯の中央にあるのが特徴。ナルトがいる現在は既に廃墟と化していた。
龍脈（りゅうみゃく）
楼蘭一帯のパイプを通して流れているチャクラ。源は地下深くに存在する。アンロクザンはこれを利用して傀儡を操っていた。
傀儡忍部隊（くぐつにんぶたい）
遮光器土偶の姿をした傀儡。チャクラを圧縮した砲撃や仕込みクナイで攻撃する。龍脈のチャクラにより、損傷してもすぐに再生する。

## スタッフ
- 原作 - 岸本斉史
- 監督 - むらた雅彦
- 脚本 - 武上純希
- キャラクターデザイン - 西尾鉄也、鈴木博文
- 傀儡デザイン - 鈴木博文、山下祐、山下宏幸
- 絵コンテ - むらた雅彦、濁川敦、増田敏彦、にいどめとしや、香川豊
- 演出 - むらた雅彦、濁川敦、久城りおん、渡部周
- 総作画監督 - 鈴木博文、清水義治、堀内博之、櫻井親良、金塚泰彦
- 作画監督 - 大坪幸麿、堀越久美子、兵渡勝、田中ちゆき、拙者五郎、渡辺敬介、山下祐、櫻井親良、清水義治、金塚泰彦
- エフェクト作画監督 - 橋本敬史
- 美術監督 - 清水友幸
- 色彩設計 - 川見拓也
- 撮影監督 - 松本敦穂
- 編集 - 森田清次、及川雪江
- 音楽 - 高梨康治、刃-yaiba-
- 音響監督 - えびなやすのり
- 録音演出 - 神尾千春
- プロデューサー - 東不可止、朴谷直治
- アニメーション制作 - studioぴえろ
- 配給 - 東宝
- 製作 - 劇場版NARUTO製作委員会（テレビ東京、集英社、ぴえろ、アニプレックス、電通、バンダイ）

## 主題歌
- 西野カナ「if」

## 短編映画
『劇場版 NARUTO -ナルト- そよかぜ伝 ナルトと魔神と3つのお願いだってばよ!!』
少年時代のナルト達を中心とした同時上映短編映画。壺の魔神役として天野ひろゆき（キャイ〜ン）がゲスト出演。キャッチコピーは「第七班の勇姿再び!謎の魔神が大活躍!?」。
ストーリー
木ノ葉の同期とガイ班のメンバーが集まったカカシ主催の焼肉パーティーで、焼肉のタレを探していたナルトが見つけた謎の壷から自称魔神が現れた。どんな願いもかなえるという魔神につまらない事で2つ願いを使ってしまい、最後の願いを叶えるために12人による壷の争奪戦が始まった!
登場人物
- うずまきナルト（声 - 竹内順子）
- 春野サクラ（声 - 中村千絵）
- うちはサスケ（声 - 杉山紀彰）
- はたけカカシ（声 - 井上和彦）
- 奈良シカマル（声 - 森久保祥太郎）
- 秋道チョウジ（声 - 伊藤健太郎）
- 山中いの（声 - 柚木涼香）
- 日向ヒナタ（声 - 水樹奈々）
- 犬塚キバ（声 - 鳥海浩輔）
- 油女シノ（声 - 川田紳司）
- ロック・リー（声 - 増川洋一）
- 日向ネジ（声 - 遠近孝一）
- テンテン（声 - 田村ゆかり）
- 魔神（声 - 天野ひろゆき）

スタッフ
- 監督・脚本・絵コンテ・演出 - 池端隆史
- キャラクターデザイン - 西尾鉄也、鈴木博文
- 作画監督 - 吉沼裕美、河合滋樹
- 美術監督 - 横松紀彦
- 色彩設計 - 川見拓也
- 撮影監督 - 高橋賢司
- 編集 - 森田清次、及川雪江
- 音楽 - 高梨康治、刃-yaiba-
- 音響監督 - えびなやすのり
- 録音演出 - 神尾千春
- プロデューサー - 東不可止、朴谷直治
- アニメーション制作 - studioぴえろ
- 製作 - 劇場版NARUTO製作委員会（テレビ東京、集英社、ぴえろ、アニプレックス、電通、バンダイ）

## テレビ特番
『劇場版 NARUTO -ナルト- 疾風伝 ザ・ロストタワー公開記念 チビッコ忍者 特別任務だってばよ!』
2010年7月24日にテレビ東京で放送された映画公開記念テレビ特番。出演は、天野ひろゆき、相内優香（テレビ東京アナウンサー）、チビッコレポーター達。